# Das Weib auf dem Panther
Das Weib auf dem Panther ist eine 1922 entstandene deutsche Stummfilm-Krimikomödie von Alfred Halm über eine Frau (Grete Reinwald) zwischen zwei Männern (Hermann Thimig, Karl Huszar-Puffy).

## Handlung
Die Toldini ist eine bekannte Sängerin und zugleich die Tochter eines renommierten Malers. Der hatte einst ein Meisterwerk mit dem Titel „Das Weib auf dem Panther“ angefertigt, das ihr nun von Gaunern abgeluchst wurde. Beim Verkauf stellt sich jedoch das Gemälde als Kopie heraus. Erst später kommt die Wahrheit ans Licht: Ausgerechnet die Wirtschafterin der Toldini hatte bereits vor Jahr und Tag lange Finger gemacht und das Bild entwendet! Die Ganoven glauben jedoch, dass die Sängerin noch immer das Original besitzen müsste und stellen ihr nach. La Toldini gerät auf der Flucht in das Heim zweier ausgemachter Weiberfeinde – der eine ein Schriftsteller, der andere ebenfalls ein Maler.
Man bietet ihr zunächst recht widerwillig Obdach. Frl. Toldini stellt mit ihrer munteren Art bald den gesamten Junggesellenhaushalt auf den Kopf und macht aus den beiden Weiberfeinden zwei um sie balzende Gockel. Deren Engagement geht sogar so weit, dass beide Herren versuchen, alles Ungemach, das mit dem gestohlenen Gemälde zusammenhängt, Frau Toldini abnehmen zu wollen. Als sich dann auch noch herausstellt, dass ausgerechnet die diebische Haushälterin Toldinis auch noch die Ex-Gattin des Schriftstellers ist, nehmen die Turbulenzen zu. Am Ende kann das gestohlene „Weib auf dem Panther“ zur Eignerin heimkehren, die obendrein auch noch ihr Liebesglück gefunden hat.

## Produktionsnotizen
Das Weib auf dem Panther entstand im Herbst 1922, passierte am 21. Dezember desselben Jahres die Zensur und wurde in Berlin erstmals am 25. März 1923 am U.T. Nollendorfplatz gezeigt. Die Länge des mit Jugendverbot belegten Fünfakters betrug 1487 Meter.

## Kritiken
Wiens Kino-Journal schrieb: „Der sehr flott gespielte Film ist sehr unterhaltend und bietet außerordentlich viele lebendige, lustige Szenen. Die Hauptakteure bieten alle ihre Kunst auf, um ihre Rollen gediegen herauszuarbeiten.“
Die Filmwelt umschrieb das Ganze als eine „lustige Diebes- und Liebesgeschichte. Ein recht netter Film, der, wenn er auch nichts Neues bringt, doch recht unterhaltsam wirkt.“
Das Grazer Tagblatt nannte den Film „eine sehr fröhliche Angelegenheit“.